# Verificación de modelos
La verificación de modelos (o Model checking) es un método automático de verificación de un sistema formal, en la mayoría de las ocasiones derivado del hardware o del software de un sistema informático. El sistema es descrito mediante un modelo, que debe satisfacer una especificación formal descrita mediante una fórmula, a menudo escrita en alguna variedad de lógica temporal.
El modelo suele estar expresado como un sistema de transiciones, es decir, un grafo dirigido, que consta de un conjunto de vértices y arcos. Un conjunto de proposiciones atómicas se asocia a cada nodo. Así pues, los nodos representan los estados posibles de un sistema, los arcos posibles evoluciones del mismo, mediante ejecuciones permitidas, que alteran el estado, mientras que las proposiciones representan las propiedades básicas que se satisfacen en cada punto de la ejecución.
Formalmente, el problema se representa de la siguiente manera: Dada una propiedad deseada, expresada como una fórmula en lógica temporal p, y un modelo M con un estado inicial s; decidir si {\displaystyle M,s\models p}.
Existen herramientas automáticas para realizar el Model checking, basadas en técnicas combinatorias, explorando el espacio de estados posibles; lo que conduce al problema de explosión de estados. Para evitarlo, diversos investigadores han desarrollado técnicas basadas en algoritmos simbólicos, abstracción, reducción de orden parcial y model checking al vuelo. Inicialmente, las herramientas se diseñaron para trabajar con sistemas discretos, pero han sido extendidas a sistemas de tiempo real, o sistemas híbridos.
Los inventores del método, Edmund M. Clarke, E. Allen Emerson y Joseph Sifakis, recibieron el Premio Turing 2007 de la ACM, en reconocimiento de su fundamental contribución al campo de las ciencias de la computación.